# Bīdar (ort)
Bīdar (persiska: بيدَرِّه, بيد دَرِّه, بيدارِه, بیدر, Bīdarreh) är en ort i Iran.   Den ligger i provinsen Kurdistan, i den nordvästra delen av landet, 500 km väster om huvudstaden Teheran. Bīdar ligger 1 784 meter över havet och antalet invånare är 220.
Terrängen runt Bīdar är kuperad åt nordost, men åt sydväst är den bergig. Terrängen runt Bīdar sluttar österut. Runt Bīdar är det ganska tätbefolkat, med 60 invånare per kvadratkilometer. Närmaste större samhälle är Sarvābād, 11,3 km sydväst om Bīdar. Trakten runt Bīdar består i huvudsak av gräsmarker.